# Stazione di La Roche-sur-Yon
La stazione di La Roche-sur-Yon (in francese Gare de La Roche-sur-Yon) è la principale stazione ferroviaria di La Roche-sur-Yon, Francia.